# Rupert
Rupert je moško osebno ime.

## Izvor imena
Ime Rupert izhaja iz nemščine. Razlagajo ga kot skrajšano obliko iz imena Rodebert, ki izhaja iz starejšega Hruodperaht. To pa ime pa je zloženo iz starovisokonemških besed hrōd, hroud v pomenu »slava« in beraht »bleščeč, sslaven«.

## Različice imena
- moške različice imena: Robert, Rupko
- ženske različice imena: Ruperta

## Tujejezične različice imena
- pri Angležih: Rupert
- pri Čehih: Robert
- pri Italijanih: Ruberto, Ruperto, Robertino.
- pri Portugalcih:  Roberto

## Pogostost imena
Po podatkih Statističnega urada Republike Slovenije je bilo na dan 31. decembra 2007 v Sloveniji število moških oseb z imenom Rupert: 74.

## Osebni praznik
V koledarju je ime Rupert zapisano 27. marca (Rupert, škof, † 27. mar. 717).

## Priimki nastali iz imena
Nekdanja večja razširjenost imena Rupret se odraža tudi v številnih priimkih, npr.: Rupelj, Rupert, Rupret, Ropret, Rope, Rupe, Rape, Repše, Repovž in drugih.

## Zanimivosti
- V Sloveniji je sedem cerkva poimenovanih po sv. Rupertu. Po njih se imenujejo tudi naselja Šentrupert.
- Sv. Rupret je bil prvi salzburški škof, ki je umrl 27.mar. 717. Velja za zavetnika salzburške stolnice, škofije in dežele. Dne 24. septembr praznujejo v Salzburgu »Herbstruperti« v spomin na 24. sep. 774, ko je sveti škof Virgil prenesel Rupertove ostanke v novo stolnico.